# Ismo Peltoarvo
Ismo Peltoarvo, född 14 augusti 1957 i Kalajoki, Finland är en finländsk volleybolltränare. Han har varit tränare för Sveriges damlandslag i volleyboll (1986–1991, 2004–2006), KFUM Örebro (1993–1998), Örkelljunga VK (2000–2003), Falkenbergs VBK (2004–2010, 2021–) och Lindesbergs VBK (2013).